# 豹
豹是貓科豹屬下的一種動物。广泛分布于非洲和亚洲的各个国家和地区。环境适应能力强，行踪隐秘，总体生存状况好于牠的猫科亲戚狮子和老虎及獵豹，但是有些豹亚种的现状并不容乐观。
不同亚种的豹毛色有浅黄，金黄，黄褐等不同。因为其浑身布满圆形斑纹，所以又名金钱豹或花豹。花豹有時會有黑化現象，即為黑豹，皮膚及毛髮上出現大量黑色素，但還是可隱約見到斑點。

## 特征
相比豹屬的其他大型貓科動物獅、虎及美洲豹体型最小，略大于雪豹。豹存在很明顯的兩性異形特征，雄性總比雌性更大、更重。雄性肩高60—70 cm（24—28英寸），雌性為57—64 cm（22—25英寸）。其頭身長在90—196 cm（35—77英寸）之間，尾巴長66至102 cm（26至40英寸），具體大小在不同地區間存在較大差異。雄性重37—90（82—198磅），雌性重28—60（62—132磅）。
头圆，颈短，耳背黑色，上有明显白斑，耳尖黄色。四肢强壮前足五趾后足四趾，具有可伸缩角质化灰白色锐爪。头部毛短，鼻部毛极短。鼻端裸露。颈背部黄色稍深上有黑斑点和黑斑环。嘴侧上方各有两排斜形白色胡须。分布在不同地域的豹金黄色毛皮颜色深浅不尽相同，背部黄色最深。腹部毛长色乳白或者淡黄。尾巴背部毛色深黄，靠近基部黑斑成黑环状。尾巴端部呈黑色，上有数道窄白环。尾下乳白色，有黑斑，尾下部顶端为白色。眼睛虹膜成黄色，强光下瞳孔收缩成小孔状，夜视力强，月光下眼内会有磷光闪耀。
头骨光滑而略长，（长190到237毫米）鼻骨较长上凸，额头较宽，中部有凹陷。下颌下沿略成弧形。
门齿横列，中央一对门齿较小，往外第二列门齿稍大，最外侧门齿大而尖，犬齿发达锋利。齿式为
| 3.1.3.1 |
| 3.1.2.1 |

## 演化
根据线粒体DNA基因序列研究表明，在大约1130万年前猫科中的豹亚科和另一支同属于猫科的猫亚科开始分裂并进行独立的演化。大约866万年前豹亚科里又分裂出云豹属和豹属两支。而豹属中现存的成员就包括虎，狮，美洲豹，雪豹和豹这五个物种。之后在这五个“大猫”中最先独立出来的是虎这一支，虽然缺少化石证据支撑，但是通常认为这发生在大约655万年前。豹从这里分化出来的时间约为436万年前，现存最早豹（或者狮）化石是从坦桑尼亚出土的牙齿碎片，经鉴定时间约为350万年前。正由于这个证据的存在，现在一般公认豹起源于非洲。经过对各个豹亚种基因多样性的研究表明处于非洲的豹亚种拥有最多的基因多样性。而濒危的远东豹的基因多样性被证明是最低的。同时研究表明非洲的豹在82.5到47万年前独立成为一个亚种，而地处亚洲的种群都相对年轻，出现在约30万前到17万年前之间。这也可以看作是豹从非洲通过阿拉伯半岛，到达中亚并一直延伸到东亚的这一演化过程的证明。

## 区分
有三种带有斑状花纹的“大猫”经常容易和(花)豹混淆：美洲豹，猎豹和雪豹，然而在外形上还是有显著区别的。
花豹的斑点是如花朵状的空心圆。
美洲豹身体更加粗壮，身上斑点会落在斑环内部，四肢和尾巴较短。
雪豹的毛色较淡接近浅灰色，尾巴粗長，且由于生活在高海拔的高寒地区，皮毛较为厚实。
獵豹常因棲息地相近而被誤認為花豹，除了身体和四肢纤细且体型比花豹小很多，身上斑点是实心的以外，最明顯的區別是獵豹從眼角開始，長長淚滴型的黑色線條通過鼻子兩側直到嘴部。

较难和豹分辨的三种猫科
美洲豹（Panthera onca）
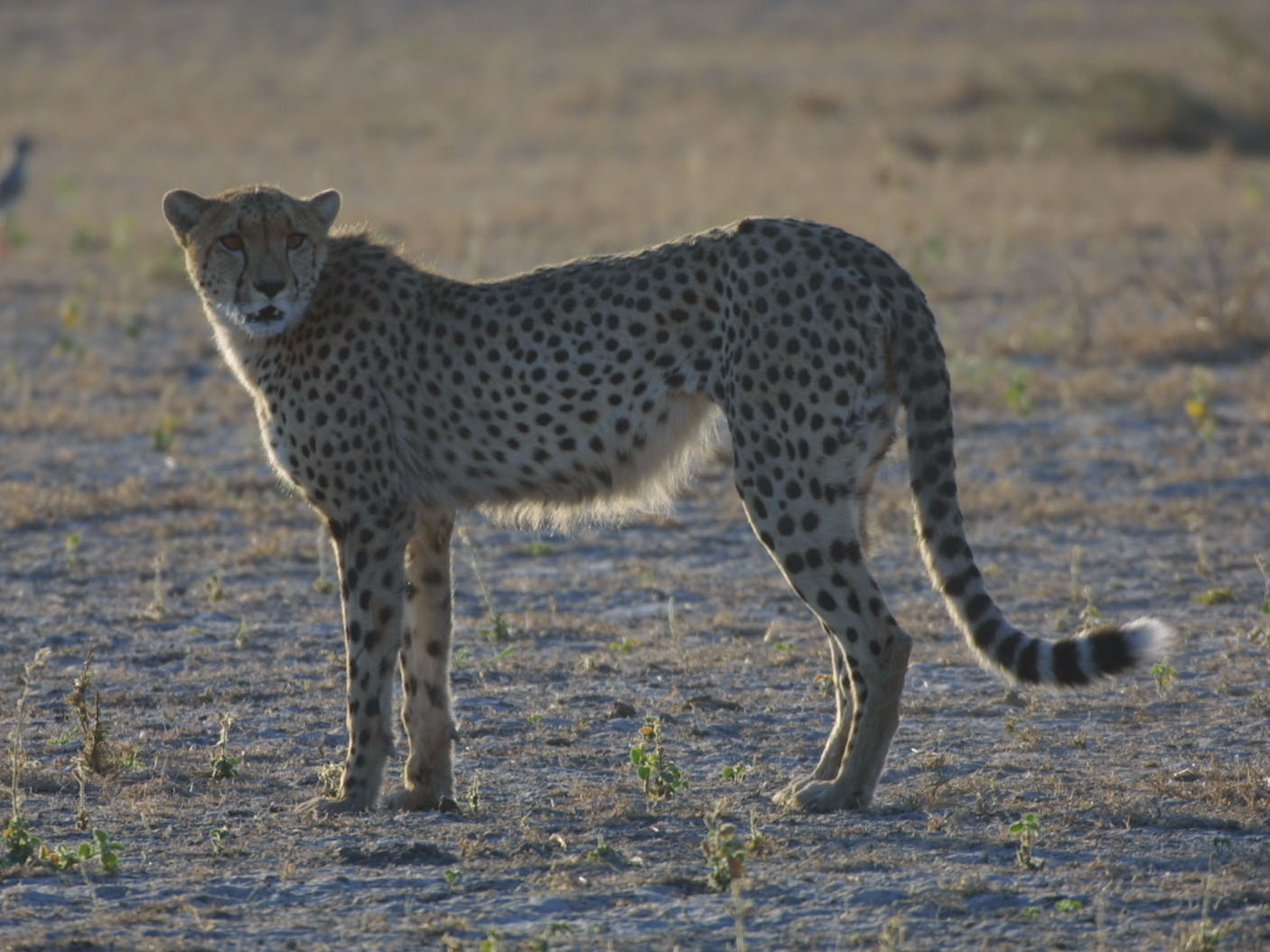
猎豹（Acynonyx jubatus）
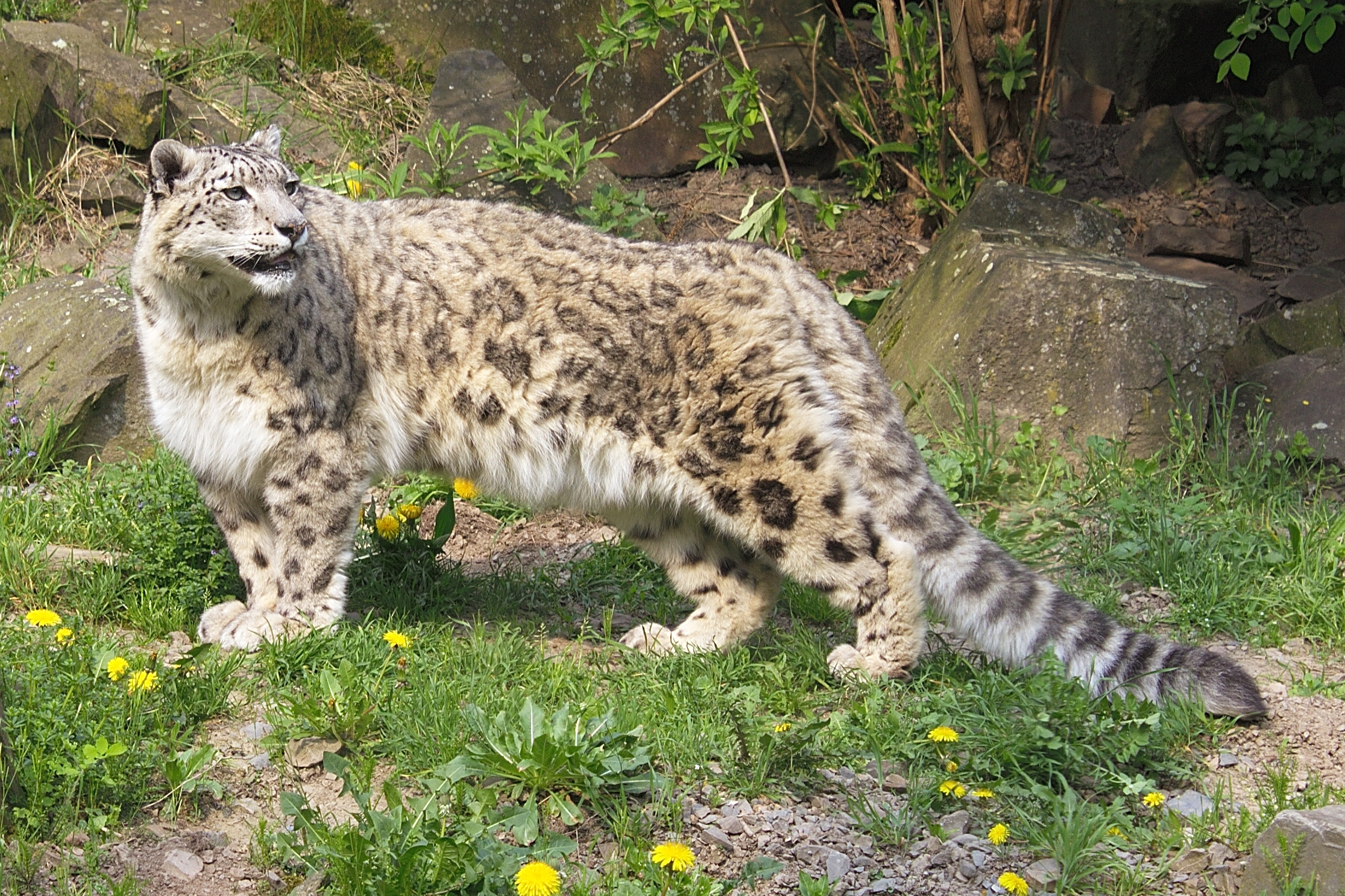
雪豹（Panthera uncia）

## 生態

### 领地

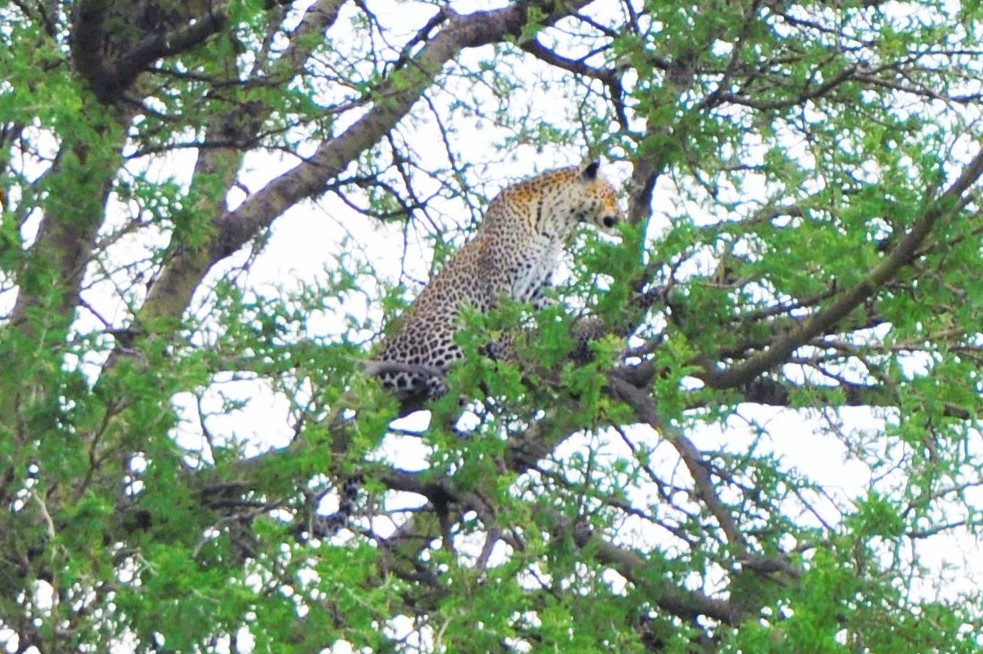
一只花豹与她的宝宝站在赛伦盖蒂草原的一株大树上

豹是独居动物，具有很强的领地性。不同地区的豹因为猎物密度不同拥有大小不一的领地范围，通常认为领地内豹的数量和猎物的数量比应该在1:90到1:300之间。调查显示卡拉哈里沙漠地区的豹拥有大于别的地区的豹的地盘，公豹的巡视区域可以达到800平方公里左右，相比之下津巴布韦的豹领地大小为10到19平方公里，塞伦盖提草原的豹的领地在13平方公里左右。公豹领地常和几只母豹的领地重合。同性豹之间会尽量避免相遇。
豹子通过留下自己的气味标识其领地，常见的共有三种方式。
- 低灌木或者草尖留下尿液并用后爪踩踏
- 向高灌木低垂的树枝上喷射尿液
- 向树干根部喷射尿液

领地是豹最重要的财富，它所需要的一切生存元素包括食物，水源，配偶都和自己所处的领地息息相关，所以尽管个性谨慎，领地斗争却很可能造成豹负伤甚至死亡。

### 捕猎

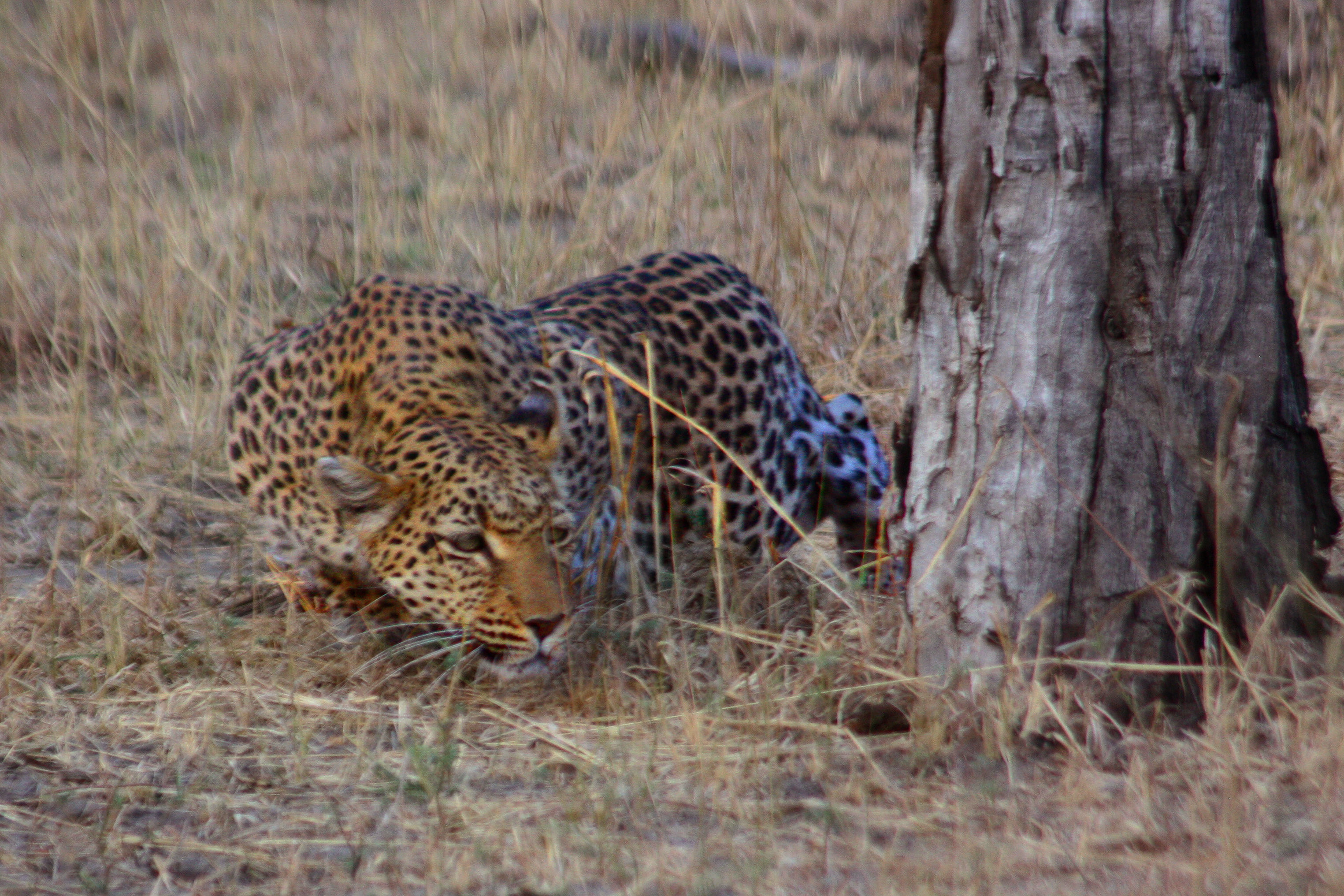
潜近猎物，博茨瓦纳

豹捕猎约90种不同物种的猎物，小如金龜子，以至重達900公斤（1,984磅）的大羚羊（Giant Eland）都是豹的獵物，主要的食物包括有蹄類動物及猴子，但亦會捕獵齧齒類、爬蟲類、兩棲類、鳥類及魚類等動物，甚至腐肉也包括在內。也有捕食黑猩猩和狒狒的紀錄。所以对于食物豹经常是一个机会主义者。
虽然猎物种类很多豹子偏爱体重10到40公斤的中等大小猎物。调查显示捕猎时豹会考虑猎物的大小和自己消耗能量的比率以发挥最佳猎食效率，最受欢迎的猎物重量为25公斤左右。在非洲豹子最常捕猎黑斑羚，麂羚等小型羚羊，而在亚洲白斑鹿是豹最喜欢捕捉的猎物。
豹是独行性动物，可以說是敏捷的獵手，身材矯健，動作靈活，奔跑速度快。奔跑时速可达58公里/小时。既會游泳，又會爬樹。性情機敏，嗅覺聽覺視覺都很好，智力超常，隐蔽性强，這些是老虎獅子所及不上的，牠亦是少數可適應不同環境的貓科動物。長長的尾巴在奔跑時可以幫助豹保持平衡。
和其他貓科動物一樣，豹會在密林的掩護下，潛近獵物并且突然袭击，攻擊獵物的頸部或口鼻部，令其窒息。有时豹会埋伏在树上等树下猎物经过时直接从天而降将其制伏，这种捕猎方式也是在别的猫科动物中鲜有的。通过对非洲卡拉哈里沙漠地区的调查显示那里的公豹平均3天猎食一次，哺育幼崽的母豹平均1.5天就需要去捕食一次。两次捕食之间的最长间隔为公豹5天，母豹4天。

### 繁殖

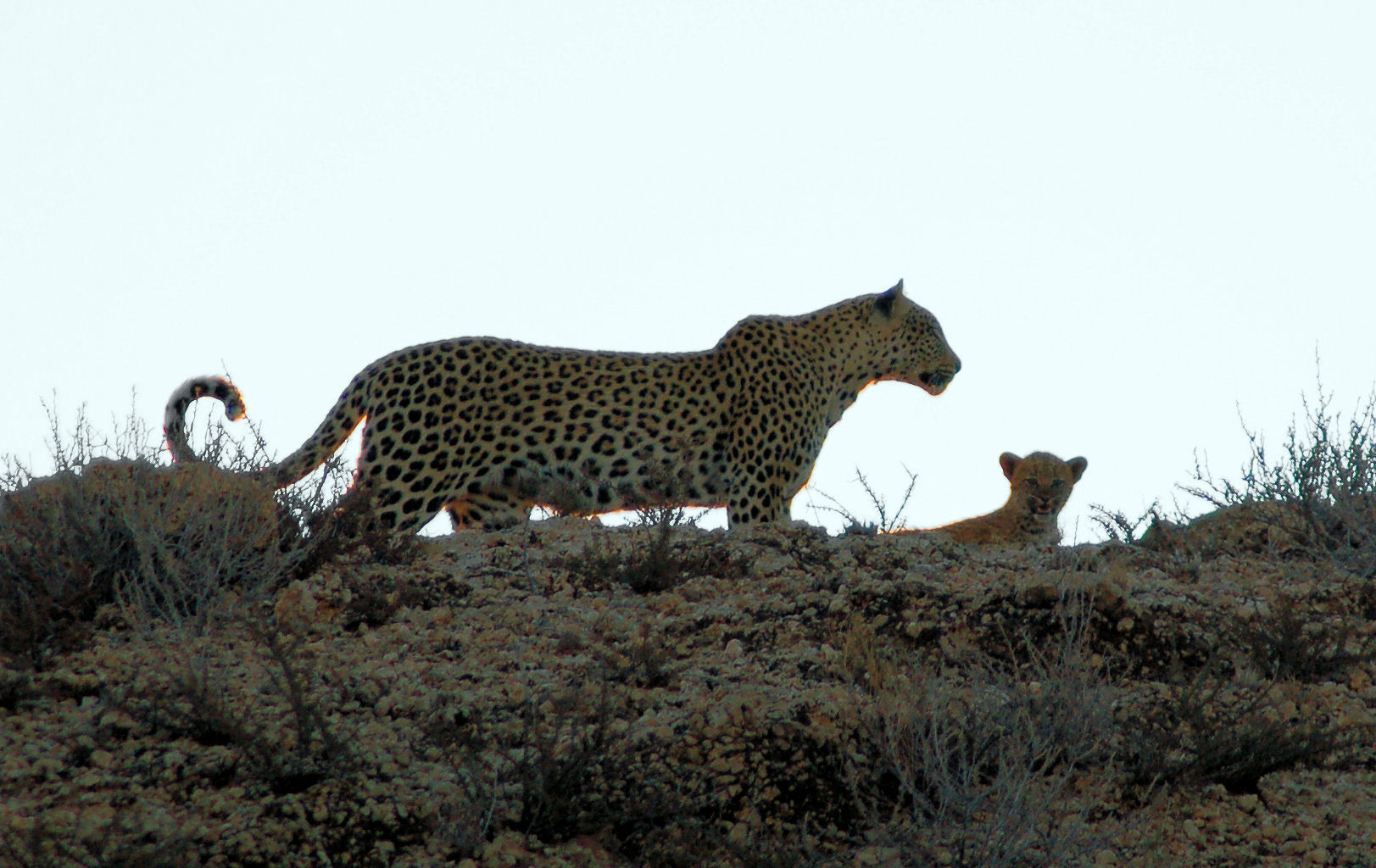
花豹母亲与孩子，南非

公豹和母豹都有可能同时拥有不止一位伴侣，不同地区的豹子也可能在一年中的不同时段交配，在发情期母豹通过尿液释放信息素吸引公豹，当公豹被吸引后母豹会在它面前来回走动并用自己的身侧和尾巴去磨蹭公豹的身体。

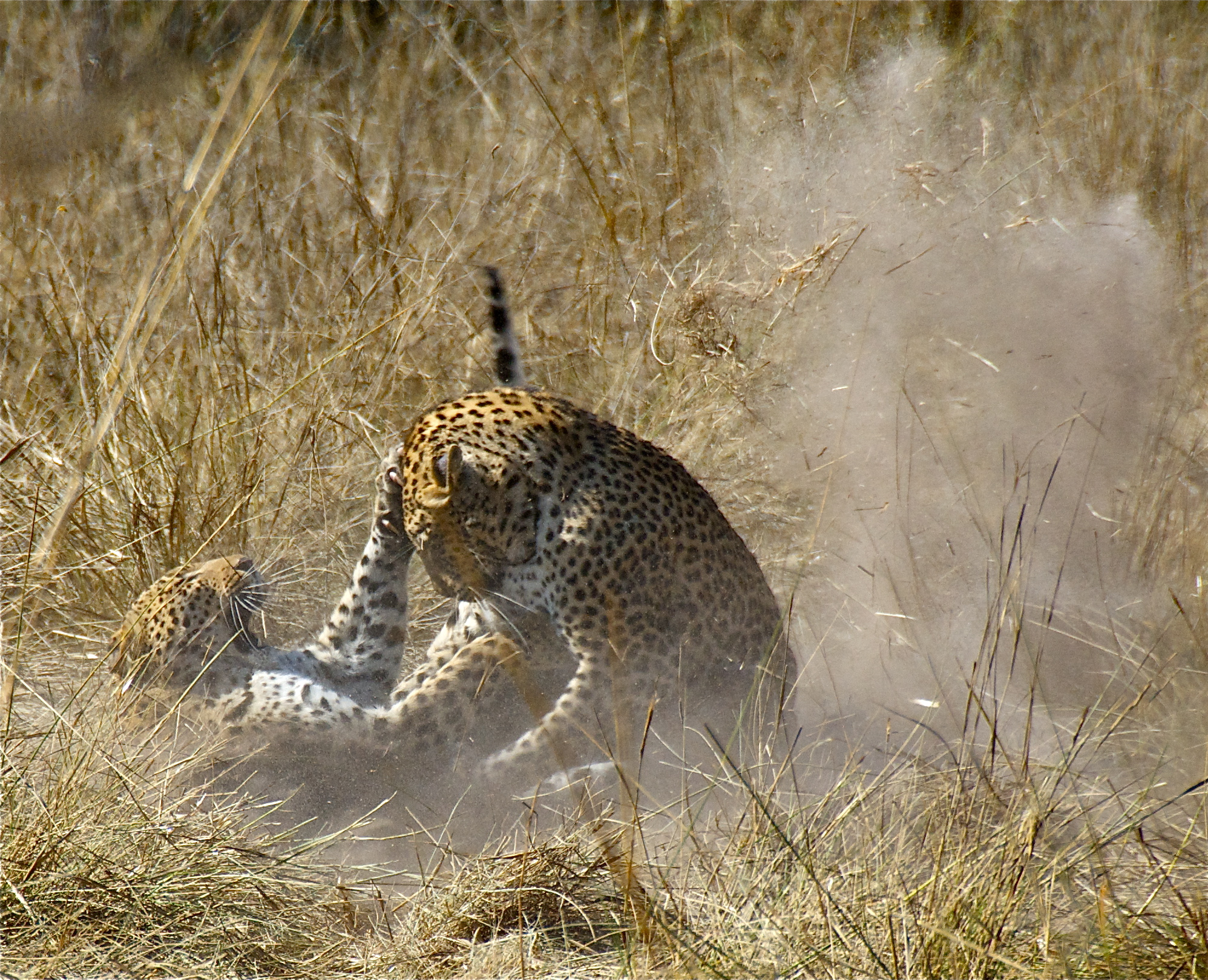
追求之舞

交配时公豹咬住母豹的脖颈部位以起到安抚的作用。每一次交配平均维持3秒钟左右，两次交配间隔约6分钟，在这样的频率下交配持续2至3天，之后雄性离开，母豹独自生育后代。母豹怀孕期90至105天，每胎产1至4只幼崽，理论上幼豹的雌雄出生比例是1:1。刚诞生的幼豹体重不足一公斤，双眼紧闭，一周后睁开。幼豹非常容易受到狮子，鬣狗，蟒蛇和狒狒等动物的攻击，所以母豹会在外出捕猎时把幼豹隐藏在极其隐秘的地方比如茂密的灌木丛，岩石的缝隙和或者中空的树干中，并且不定期移动巢穴。幼豹2周大时开始学步，6至8周大就可以跟随母亲一起移动了，3到4个月时断奶，在和母亲共同生活12到18个月之后独立。雌豹会在自己母亲领地边缘建立自己的领地，公豹会去到相对较远的地方建立较大的领地。2.5至3岁时性成熟，母豹在8.5岁时绝育。在野生环境中豹的平均寿命为12-17年，圈养的豹寿命长于野生的同类，平均约21至23年，最高寿记录为27岁。

### 共存

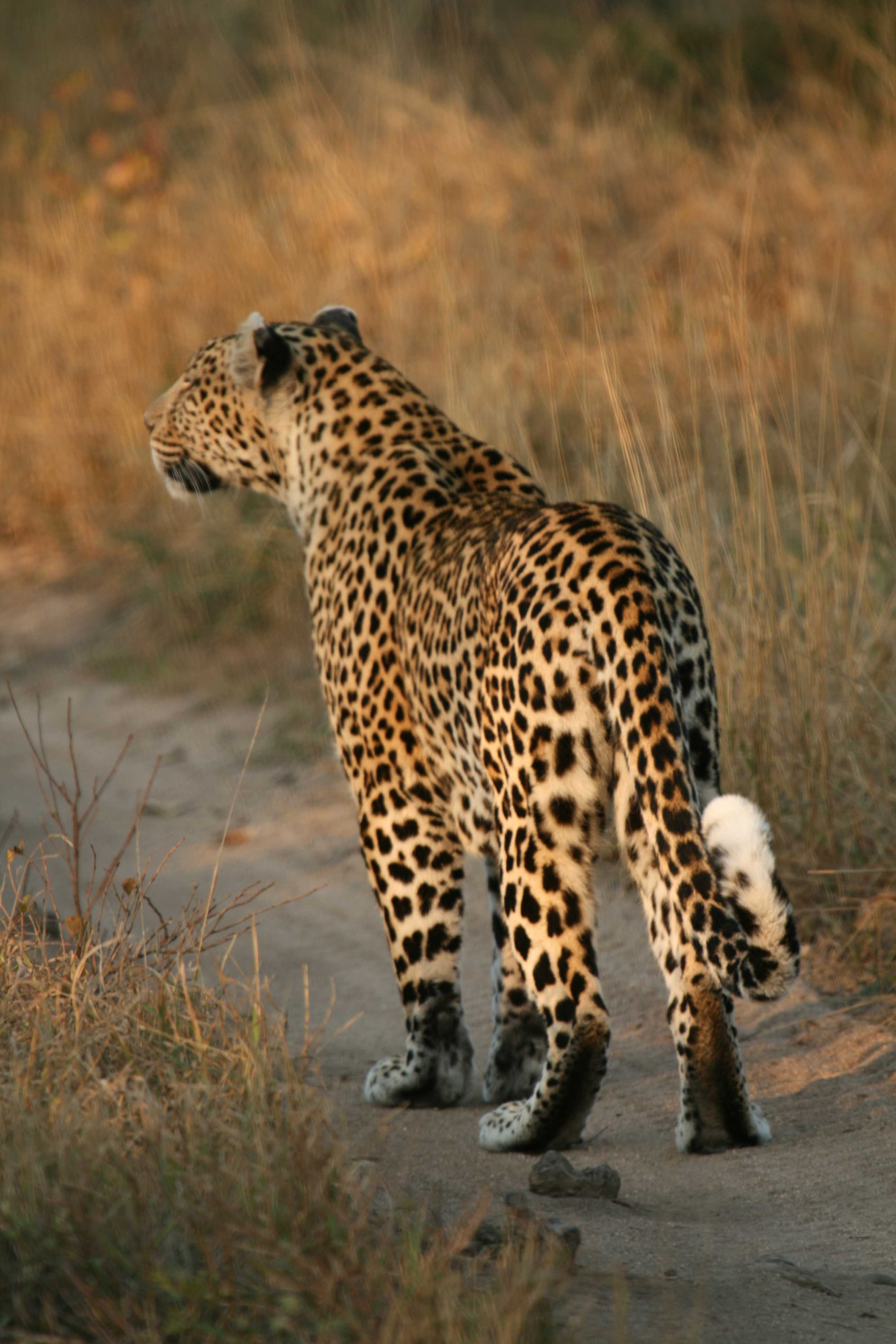
巡视中

虎在亚洲常常和豹栖息在同一地区。研究发现两者的猎物种类有80%以上的重叠，在任何可能的情况下虎都会试图夺走豹的猎物甚至杀死豹。面对这样一个比自己大得多的对手，豹的常用策略是错开作息时间以及选择体型相对较小的猎物，调查显示在猎物资源相对丰富的区域虎的猎物平均体重远远大于豹的猎物，在印度Nagarhole国家公园中虎的猎物平均体重为91.5公斤，而豹的则为37.6公斤。不同的目标猎物群使得两者能够在这样的地区中相对和平的共存。而在大型有蹄类动物相对缺乏的地区虎会更加频繁地捕食体型较小的猎物，这会对豹施加较大的生存压力。在印度的保护区内当虎占据了资源最优的区域之后豹的活动就会往保护区边缘发展，这会造成其和周围居民的冲突加剧。
豺是亚洲的另一种对豹构成威胁的掠食动物，虽然豺的体型远小于豹，一对一的时候会处于下锋，偶尔豹也会捕食豺。但是成群的豺有能力和虎豹一样捕杀大型猎物并且挑战大型食肉动物比如豹甚至是虎。有案例表明豺群可以成功驱赶甚至杀死豹。虽然这样做对于豺群自身也伤害颇大且鲜少发生。豹和豺的猎物重叠率在某些区域高达98%，竞争激烈的程度可见一斑。在印度很多地区豹的6%-10%的食物来源于长尾叶猴，这一比例高于虎也远远高于不会爬树的豺，同时印度Pakhui老虎保护区中豹的食谱中啮齿类的构成比例也远远大于其它两者（豹的22.66%对比虎的2.75%和豺的3.06%），这显示了豹子拥有的虎和豺都不具备的卓越攀爬猎食能力以及相对更广的猎物范围从而化解猎物重叠带来的生存危机。
狮在非洲的存在也会压缩相同区域内豹的生存空间，和虎一样狮会毫不犹豫地夺走豹的猎物甚至不错过任何一个埋伏隐藏猎杀豹的机会。在和狮子共存的地区豹子会捕食体型偏小的猎物比如黑斑羚，薮羚以及灰小羚羊，而狮的主要猎物有剑羚，非洲水牛，牛羚，斑马和长颈鹿等较大型的食草动物。和老虎不同的是狮尽管不擅长但是会爬树，所以如果猎物没有被藏到很高的树枝上狮是可以上树抢夺的。

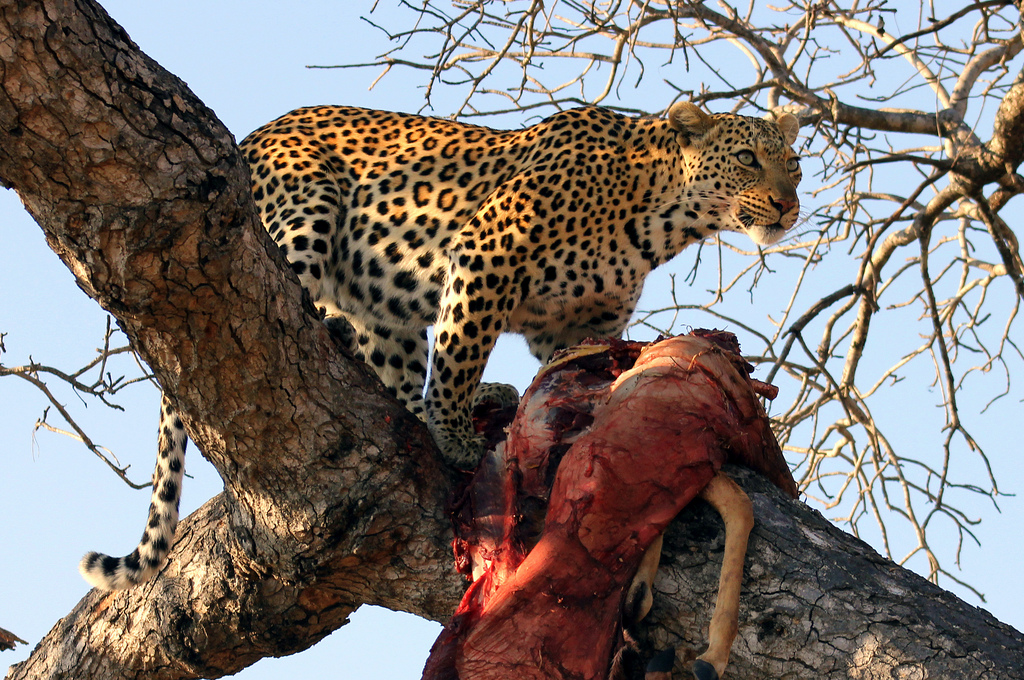
和猎物，树上

斑点鬣狗体型巨大，在很多场合可以夺走豹的猎物。虽然雄豹有机会赶走落单的鬣狗并且保卫自己的战利品，甚至也有极少豹子捕杀斑点鬣狗的纪录。大多数情况下豹子会把猎物拖到树上来避开鬣狗们的纠缠。在一对一时一旦双方任何一方的力量都不足以战胜并赶走对方，斑点鬣狗也会和豹子共同进食。
棕鬣狗在非洲南部和豹的栖息地有所重叠，两者最常捕杀的都是中小型猎物。但是由于棕鬣狗的个体小于斑点鬣狗，攻击性也不如斑点鬣狗强，在和大型公豹的对峙中可能会处于劣势，而对体型较小的母豹却占有优势。在卡拉哈里南部地区棕鬣狗会跟踪豹以期不劳而获但很少有看到像斑点鬣狗那样上前抢夺猎物或者干涉豹的进食。在没有猎物的情况下棕鬣狗和豹子即使相互遇到也会忽视对方的存在。在南非Roodewalshoek保护区中棕鬣狗表现为夜行性，活动时间是晚上19点到第二天早晨6点，在这段时间内傍晚时棕鬣狗最为活跃然后逐渐平息直到半夜开始再次活跃至凌晨结束。这在某种程度上和当地豹的活跃时间（凌晨3点到4点和夜晚20到22点）相交织。作息时间的交错也让两者降低相互发生摩擦的可能从而尽可能相安无事地共存。
缟鬣狗是唯一一种在亚洲和豹有共同地盘的鬣狗。尽管给人的感觉比较胆小但是在印度也有过缟鬣狗在豹的注视下保卫自己的猎物以及从豹的口中夺走猎物的事例。虽然缟鬣狗是体型较小的一种鬣狗也很可能无法承受豹的全力进攻，但是和豹子遭遇的结果并不容易预料，通常相遇时更先显露出支配欲的一方能够获得争斗的优势。

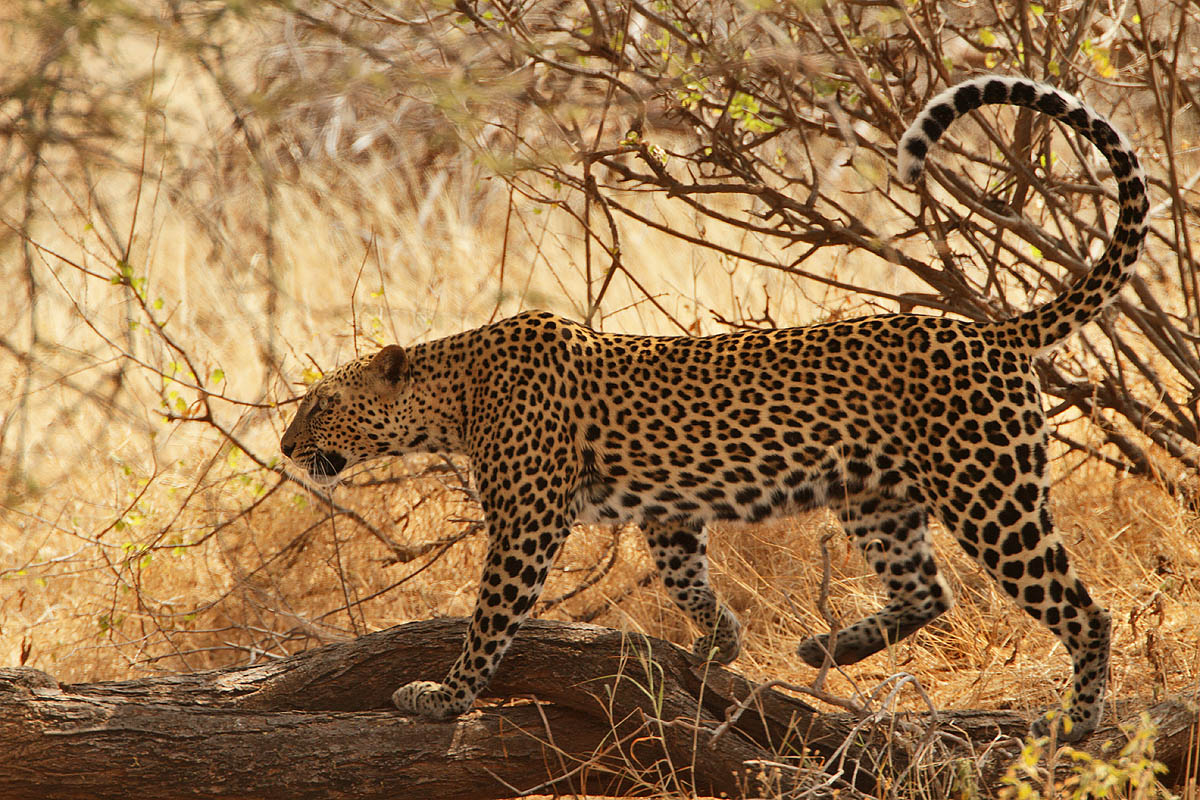
注视

野狗和豹捕捉种类相近的猎物例如汤姆森瞪羚和黑斑羚。野狗的体型小于豹，单打独斗不是豹的对手，但是野狗群可以把豹赶到树上。在塞伦盖提地区野狗通常在凌晨或者黄昏出动而豹子更多是夜行性动物。两者所选择的捕猎场所也不尽相同，豹子偏爱茂密的植被进行伏击而野狗则喜欢平原或者开阔的林地追击猎物。不同的作息时间表和捕食策略也显示了即使两者瞄准同一个猎物物种也很有可能最终选择其中不同类型的个体下手。
狼在亚美尼亚的Khosrov国家公园中和豹共存，虽然有说法称那里狼的领地和豹的生存范围并不重叠所以两个物种相互没有影响。也有纪录表示5-8条狼组成的狼群可以迫使豹放弃自己的食物。
雪豹和豹的竞争状况很少被研究因为两者生存地域的海拔高度不同，但是在喜玛拉雅山南部地区豹子的分布高度可以到达海拔5200米而雪豹也可以在海拔3000米处活动，在萨加玛塔国家公园中两者共存的范围跨度达海拔640米。通常豹的体型要大于雪豹也比较强壮，调查显示豹的猎物种类远多于雪豹且更喜欢在林地等植被茂盛的区域伏击猎物。尽管还没有具体案例证明现阶段两者有面对面的冲突但是人们也担心随着气候变化和人类不断向山上迁徙，豹的领地会不断扩大到更高海拔而和雪豹的冲突日趋尖锐。
在恰当的时机豹会捕食比自己小的食肉动物比如黑背胡狼，蝠耳狐和土狼。
在猎物缺乏時，豹也會捕猎家畜，因而引发人豹之间的冲突。但也有调查显示相对家畜而言豹从人类居所捕捉的更多的猎物是家狗。

## 分布
相比别的野生猫科动物豹的分布范围最为广泛，从非洲南部到中亚，东亚，北到中國東北再到东南亚等都有它们的身影。在非洲和印度半岛的豹数量相对稳定。中亚和西亚的种群被分割在几个零星的区域中，而在俄罗斯东南和中国东北的远东豹（Amur leopard）已经濒临灭绝。
豹的原产国（地）：
阿富汗，阿尔及利亚，安哥拉，亚美尼亚，阿塞拜疆，孟加拉，贝宁，不丹，博茨瓦纳，布基纳法索，布隆迪，柬埔寨，喀麦隆，中非共和国，乍得，中国，刚果，科特迪瓦，吉布提，赤道几内亚，厄立特里亚，埃塞俄比亚，加蓬，冈比亚，格鲁吉亚，加纳，几内亚，几内亚比绍，印度，印度尼西亚，爪哇，伊朗，伊拉克，以色列，约旦，肯尼亚，北朝鲜，老挝，莱索托，利比里亚，马拉维，马来西亚，马里，莫桑比克，缅甸，纳米比亚，尼泊尔，尼日尔，尼日利亚，阿曼，巴基斯坦，俄罗斯，卢旺达，沙特阿拉伯，塞内加尔，塞拉利昂，索马里，南非，斯里兰卡，苏丹，塔吉克斯坦，坦桑尼亚，泰国，多哥，土耳其，土库曼斯坦，乌干达，乌兹别克斯坦，越南，也门。
已经绝迹的国家（地区）：
香港，科威特，利比亚，新加坡，叙利亚，突尼斯。
可能已经绝迹的国家（地区）：
阿拉伯联合酋长国，埃及，韩国，摩洛哥。
豹的栖息环境多种多样，適應力异常頑強，尽管多数栖息地是在热带草原和雨林中，也有很多种群生存在包括森林、草原、濕地沼澤、荒漠、雪地等多种地形环境中。从海拔100米的低地到海拔3000米的高山也都有豹的存在。

## 亚种
从18世纪的林奈开始，直到20世纪初的波科克，过去动物学家根据形态学而命名的豹亚种多达27个。然而，直到近年的分子遗传学研究，1996年Miththapala等人确立了其中8个亚种为有效，2001年Uphyrina等人又进一步添加了一个（阿拉伯豹）总共9个有效亚种。

### 分类
在目前9个被国际自然保护联盟承认的亚种之中有5个被评为“受威胁”。
| 亚种       | 学名及作者                                                         | 分布                                                     | 描述 | 保护状况 |
| ---------- | ------------------------------------------------------------------ | -------------------------------------------------------- | --- | -------- |
| 远东豹     | P. p. orientalis Schlegel, 1857                                    | 俄罗斯远东南部和中国东北。朝鲜半岛的种群数量目前无法考证 | 唯一一種適應雪域生存環境的豹种（Panthera pardus），毛皮厚实，颜色浅。中国新闻里称之“东北豹”。雄性约重32到48公斤，雌性约重25到43公斤。                                                             | 极危     |
| 非洲豹     | P. p. pardus Linnaeus, 1758                                        | 非洲撒哈拉以南除去荒漠的雨林，山地及干燥气候地区         | 最具代表性的豹种，适应力强，可以生存在任何年降水量大于50毫升的地区。 并入了旧分类亚种桑给巴尔豹（P. p. adersi）和北非豹（P. p. panthera）。                                                       | 近危     |
| 华北豹     | P. p. japonensis Gray, 1862                                        | 中国华北，河南、河北、山西、甘肃东南部、陕西北部         | 中国特有豹种。身上黑色斑环间隔较宽颜色较深，有斑点落于斑环内部，这个特点有别于其他豹亚种。 | 濒危     |
| 印度花豹   | P. p. fusca Meyer, 1794                                            | 印度，尼泊尔，不丹，孟加拉国和巴基斯坦的一部分地区       | 印度次大陆上最常见的大型猫科动物。 | 易危     |
| 波斯豹     | P. p. saxicolor Pocock, 1927 或者 P. p. ciscaucasica Satunin, 1914 | 伊朗，亚美尼亚，阿富汗，高加索山地区                     | 体型较大，毛色较浅。雄性体重37到90公斤，雌性体重28到60公斤，头身总长91至191厘米。主要捕食狍，鹅喉羚。大角羊等有蹄类动物。 并入了旧分类亚种西奈豹（P. p. jarvisi）和小亚细亚豹（P. p. tulliana）。 | 濒危     |
| 阿拉伯豹   | P. p. nimr Hemprich, Ehrenberg, 1833                               | 以色列，约旦，沙特阿拉伯，也门，阿曼                     | 体型较小，雄性体重约30公斤，雌性约20公斤，头身总长度130厘米左右。几乎所有种群都栖息在海拔1000米左右的偏远崎岖山地或高原上。没有在树上储藏猎物的习惯。因为样本数量小，该亚种的确定有待更多验证。   | 极危     |
| 斯里兰卡豹 | P. p. kotiya Deraniyagala, 1956                                    | 斯里兰卡                                                 | 分布在斯里兰卡的亚种，是岛上的顶级掠食者。体型和别的豹亚种相比较大，雄性体重平均约56公斤，雌性平均约29公斤。                                                                                      | 濒危     |
| 爪哇豹     | P. p. melas G. Cuvier, 1809                                        | 爪哇岛的雨林和山地                                       | 也叫印尼豹。体型较小，黑化个体数量较多，主要捕食岛上的赤麂，鼠，蝙蝠，猴，野猪等动物。由于样本数量较小，这种亚种的确定有待更多验证。                                                              | 极危     |
| 印度支那豹 | P. p. delacouri Pocock, 1930                                       | 缅甸，泰国，马来西亚，老挝，柬埔寨，越南以及中国西南     | 东南亚豹，在中国也叫华南豹。 | 易危     |

### 欧洲豹
学名P. p. sickenbergi，分布于欧洲，生存于更新世，已灭绝的史前豹亚种。

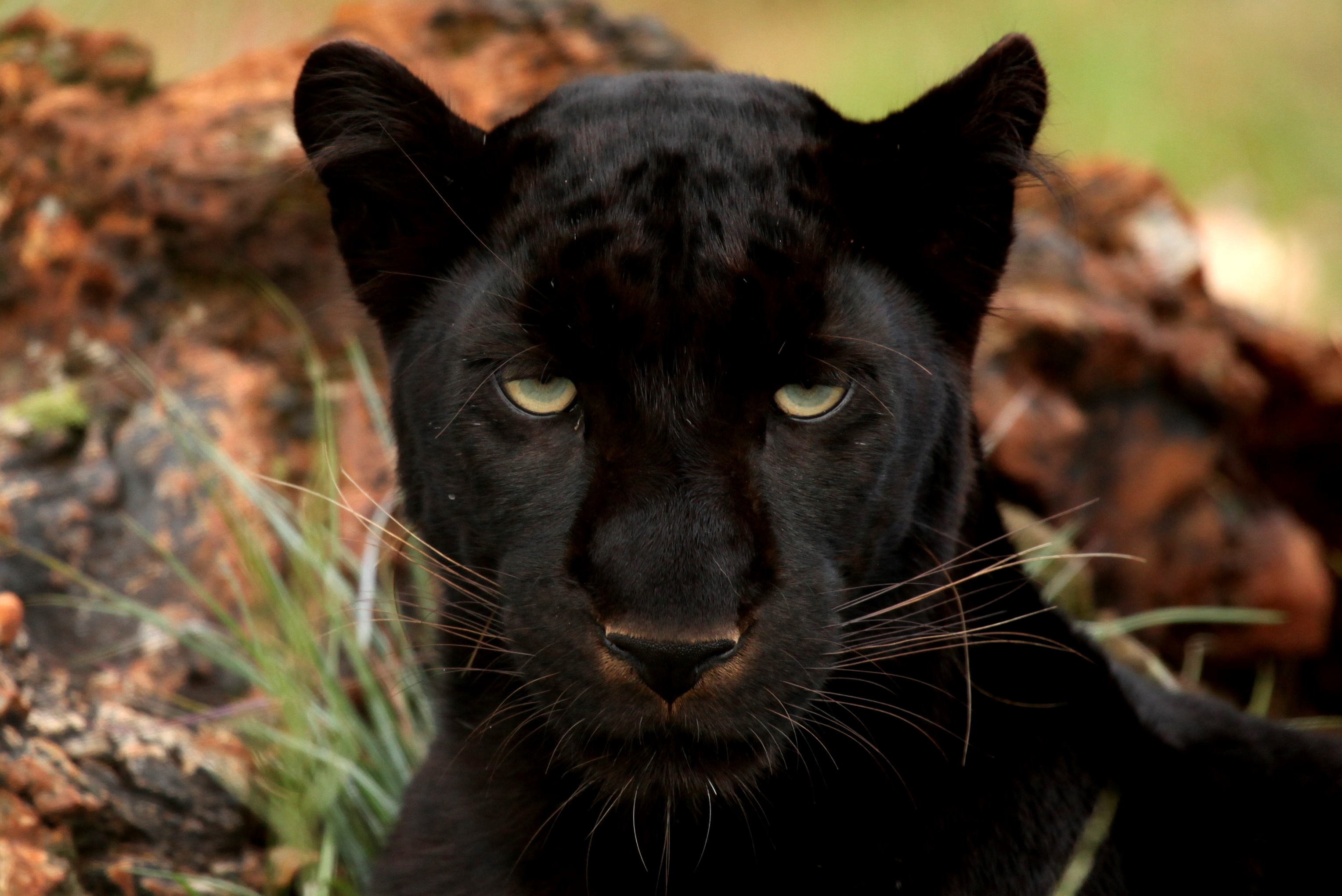
黑豹

### 黑豹
黑豹并不是一个单独的物种或者亚种。黑豹指的是体内黑化隐性基因呈显性而全身呈现黑色的豹。黑豹幼崽和普通颜色的幼崽有可能混杂在同一胎中出生。和一般的豹子黄色的眼睛不同，黑豹的眼睛常为灰绿色，身上的斑点和斑圈透过黑色的皮毛仍然隐约可见。虽然黑豹的颜色会使它看上去与众不同，但是在夜间捕食时全身黑色反而会是一个优势。
报道过有黑豹出没的地区包括中国西南地区，缅甸，尼泊尔，印度南部和爪哇岛等。据称在马来半岛的南部黑豹的数量超过了一般的豹子。而黑豹在非洲很少见。
在人工饲养环境中为了刻意繁殖黑豹人们会选择有亲缘关系的个体进行交配，这使人工饲养的黑豹种群面临近亲交配的威胁。调查显示黑豹的繁殖率比一般的豹相对低下。

## 疾病
疥癣（sarcoptic mange）是一种由螨虫引起的皮肤病，豹感染以后皮毛受到蚕食直至死亡，野生情况下很难存活。

## 杂交

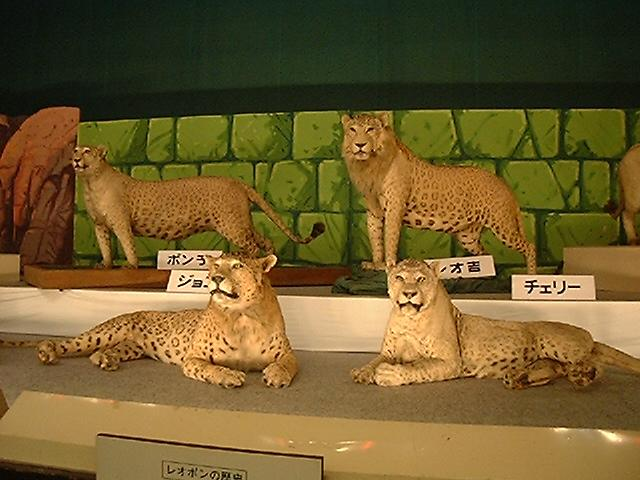
豹狮兽标本

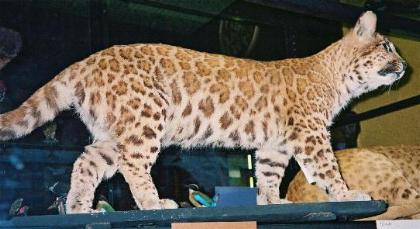
美洲狮豹标本

大型猫科动物在自然界中是相互竞争关系又加上栖息地的隔绝使得超越物种间的繁殖可能性极小，绝大多数杂交种都发生在动物园人工环境中。
1959年11月2日公豹与母狮的杂交种在日本兵库县西宫市阪神动物园诞生，称为豹狮或者豹狮兽。1959年到1961年之间共有五只豹狮兽陆续诞生，寿命最长的达到24岁（1961年6月29日至1985年7月19日）。豹狮身体带有斑点像豹，头部像狮，体型比豹大，雄性个体有可能会像公狮一样长有鬃毛。
德国汉堡的动物园中公美洲狮和母豹有繁殖后代的记录，英语中称为“pumapard”美洲狮豹，承袭了大型杂交猫科动物名称取其父母名称的各一半的传统。美洲狮豹身上有斑点像它的母亲，而皮毛颜色较浅接近于它的父亲。通常美洲狮豹个子较小，有侏儒症的倾向。
除了以上之外也有豹和美洲豹的杂交案例。

## 现状
花豹在非洲及热带亚洲部分地区依然常见，然而其分布范围正在缩小当中，原因是栖息地丧失或被分割，加上被商业捕猎、或被视为害兽，其中数个亚种也处于濒危状态，因而在IUCN紅色名錄中被整体评估为易危物种。

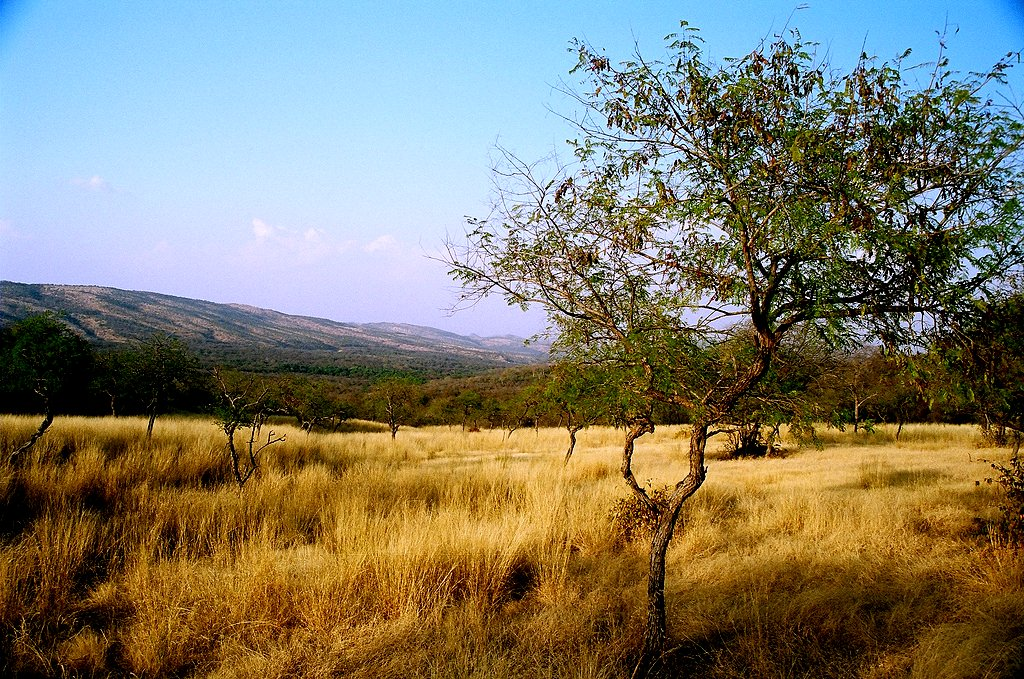
兰森堡国家公园

### 估计数量
由于豹是一种行踪隐秘的动物，统计它们的野生数量有相当的难度。估计1990年代时大约有70万只。通常认为在非洲个体数量在5万至10万只之间。印度豹的数量应该是在1万只左右。东北豹（远东豹）7-12只在中国境内，大约20只在俄罗斯境内（2012年）；爪哇豹323-525只（2007年）；阿拉伯豹200-250只（2006年）；波斯豹891-1209只（2008年）；斯里兰卡豹700-950只（2007年）。另根据不完整统计中国境内有1000到1500只野生华北豹。

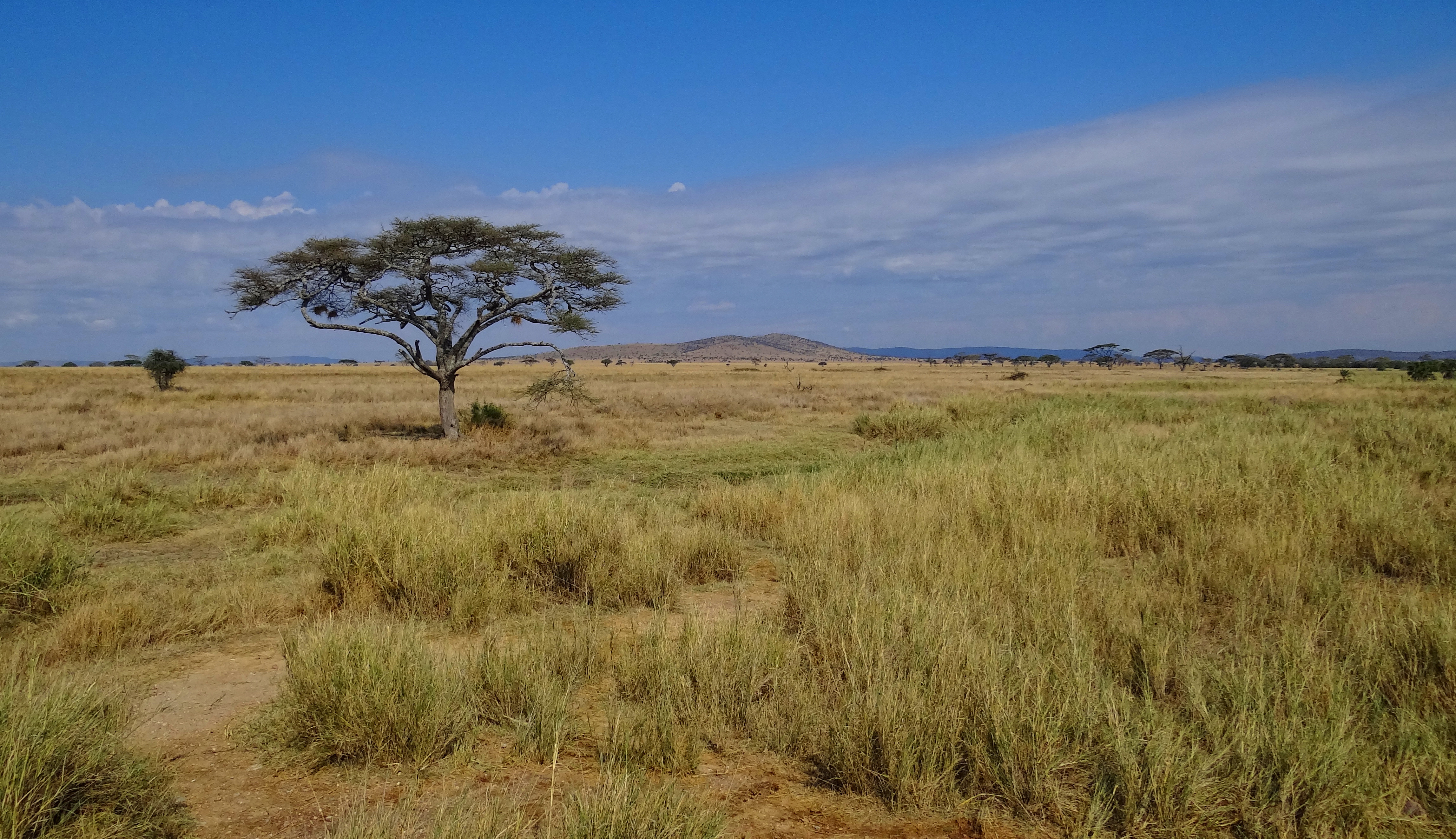
塞伦盖提大草原

### 濒危因素
- 因为攻击人类或者家畜遭到报复被杀
- 因非法毛皮交易而被偷猎
- 因为有蹄类食草动物遭到人类大量捕杀从而失去充足的食物
- 因人类开垦而栖息地面积大量减少，原先整块的栖息地被分割成小块，造成种群数量和基因多样性品质都下降。[21]

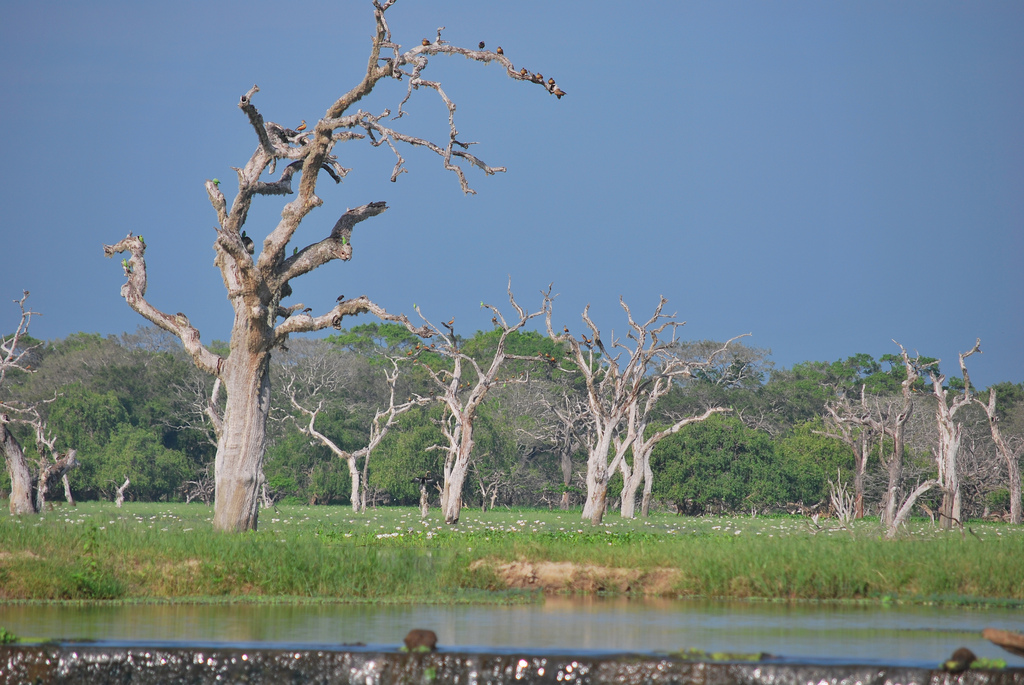
雅拉国家公园湿地

### 保护措施
豹从1975年7月起受濒危野生动植物物种国际贸易公约（CITES）附录一的保护。这意味着豹的出口需要事先取得出口许可证，而且每年有大约2600头的限额。国际自然保护联盟（IUCN）2008年将豹认定为近危物种（NT），而对五个亚种有不同的认定：斯里兰卡豹和波斯豹为濒危物种（EN），爪哇豹、阿拉伯豹和远东豹为极危物种（CR）。
非洲多国已禁止（
•如安哥拉、刚果民主共和国、卢旺达等）或严格限制（如南非、纳米比亚、坦桑尼亚）猎杀豹。坦桑尼亚政府2007年7月将每只豹的出口关税从2500美元提高到12000美元。1988年12月10日经中华人民共和国国务院批准，豹已被列为国家一级保护动物，严禁捕杀。
为了维持圈养的豹的种群数量，已有针对各亚种的保护计划。如波斯豹、华北豹、斯里兰卡豹和远东豹受到欧洲濒危物种保护计划（EEP）的保护。远东豹还受到美国物种生存计划（SSP）的保护。

## 豹和人类
有史以来，豹就为人所知。自古以来豹就在多个国家（如中國、古希腊、伊朗和古罗马）出没，并出现在它们的艺术、神话和传说中，例如中國最古老的典籍《易經‧革卦》即言：「君子豹變，小人革面。」，另外也有「以管窺豹」、「南山霧豹」等成語，戰國時期魏國一位知名的政治家就叫做西門豹。一些历史上没有豹活动的国家（如英国）的神话传说中也有豹。在贝宁帝国时期，国王oba的象征就是豹。在现代，只有非洲还把豹的形象作为体育运动的象征或是纹章，但全球各地的产品都会以豹命名。
豹的驯化也有记录——13世纪，英格兰国王约翰在伦敦塔建了一个小动物园，里面养了几只豹。1235年左右，腓特烈二世把其中三只给了亨利三世。

### 臂章
侧身正面的豹是臂章上的常见图案，常常三个一组出现。臂章上的豹没有斑点，却有鬃毛，很像狮子，二者可以通用。英国皇家纹章上有这种图案，很多前英国殖民地的纹章上也有。现在，一些非洲国家（如贝宁、马拉维、索马里、刚果民主共和国和加蓬）中都有黑豹，描绘得更加自然。

### 观赏
多个国家的保护区在豹的自然栖息地中提供观赏游览或探险。高端保护区会宣称每天都能在近距离看到野生动物，但豹善于伪装、隐藏、追踪猎物，所以还是难得一見。斯里兰卡雅拉国家公园里的豹虽然密度很高，但仍然被游客评为最难见到的动物。

### 吃人
豹多半会避开人类，但偶尔也会对人发起攻击。健康的豹更喜欢捕食野生动物，但受伤的，生病的，饥饿的，垂死挣扎的豹可能转而猎杀人类，然后习以为常。成年的豹与人相比尽管体格略小，但强壮得多，杀起人来易如反掌。印度就发生两起极其严重的豹吃人事件。一只名叫鲁德拉普拉耶格的豹吃了超过125个人。另一只名叫伯讷尔的豹据信吃了四百多人。两只豹最后均被著名猎手吉姆·科贝特杀死。吃人的豹在猫科动物中算是无所畏惧又难以追踪的，而且比狮子和老虎更容易进入居民区吃人。猎人兼作家肯尼斯·安德森有对付吃人的豹的一手经验，据他形容，吃人的豹比老虎更危险：
虽然豹吃人比较少见，但真要吃起人来其毁灭性不亚于比它还大的近亲老虎。因为豹的体格较小，它能在老虎无法隐藏的地方隐藏，更能忍耐干渴，像魔鬼般大胆狡猾，面临危险时有不可思议的自我保护意识和隐身能力，这一切使它无可匹敌。——肯尼斯·安德森，Nine Man-Eaters and One Rogue, 第二章 "The Spotted Devil of Gummalapur"
豹迎面而来，发出怒吼，使人胆战心惊。我见过一排大象在老虎面前纹丝不动，但看见豹后落荒而逃，互相踩踏。——吉姆·科贝特, The Temple Tiger and More Man-Eaters of Kumaon中的一章"The Panar Man-Eater"

### 文化
- 中国文化中豹常被赋予暴，勇，猛等感情色彩，水浒传中著名人物林冲的绰号就叫“豹子头”。
- 1938年电影育婴奇谭的女主角是一只豹。
- 鲁德亚德·吉卜林的小说丛林奇谭中一只叫Bagheera的豹。
- 1963年的真人電影《烏龍幫辦》片頭中出現一則長達七分鐘、名為《The Pink Phink》的動畫短片，大受好評，在此之後動畫角色就使用「Pink Panther」這個名稱，一隻粉紅色拟人化的豹，臺灣稱之為粉紅豹或頑皮豹。
- 2010年世界杯足球赛的正式吉祥物扎庫米（Zakumi）是一只长着绿头发的拟人化豹。[93]

## 外部資源
[在维基数据编辑]
 《欽定古今圖書集成·博物彙編·禽蟲典·豹部》，出自陈梦雷《古今圖書集成》
 《清稗類鈔·098》，出自徐珂《清稗類鈔》
- 黃土高原六盤山生態復育後出現的野生金錢豹 （页面存档备份，存于）
- 維基物種上的相關：豹